# Augicourt
Augicourt est une commune française située dans le département de la Haute-Saône, dans la région Bourgogne-Franche-Comté.

## Géographie

### Localisation
Augicourt est un village de la région historique et culturelle de Franche-Comté.
Il est situé dans l'aire d'attraction de Vesoul ainsi que dans sa zone d'emploi, et dans le bassin de vie de Jussey.

### Communes limitrophes
Les communes limitrophes sont  Arbecey, Bougey, Gevigney-et-Mercey, Lambrey, Oigney et Semmadon.

### Géologie et relief
La superficie de la commune est de 9,06 km2 ; son altitude varie de 223  à   309 mètres. 

### Hydrographie

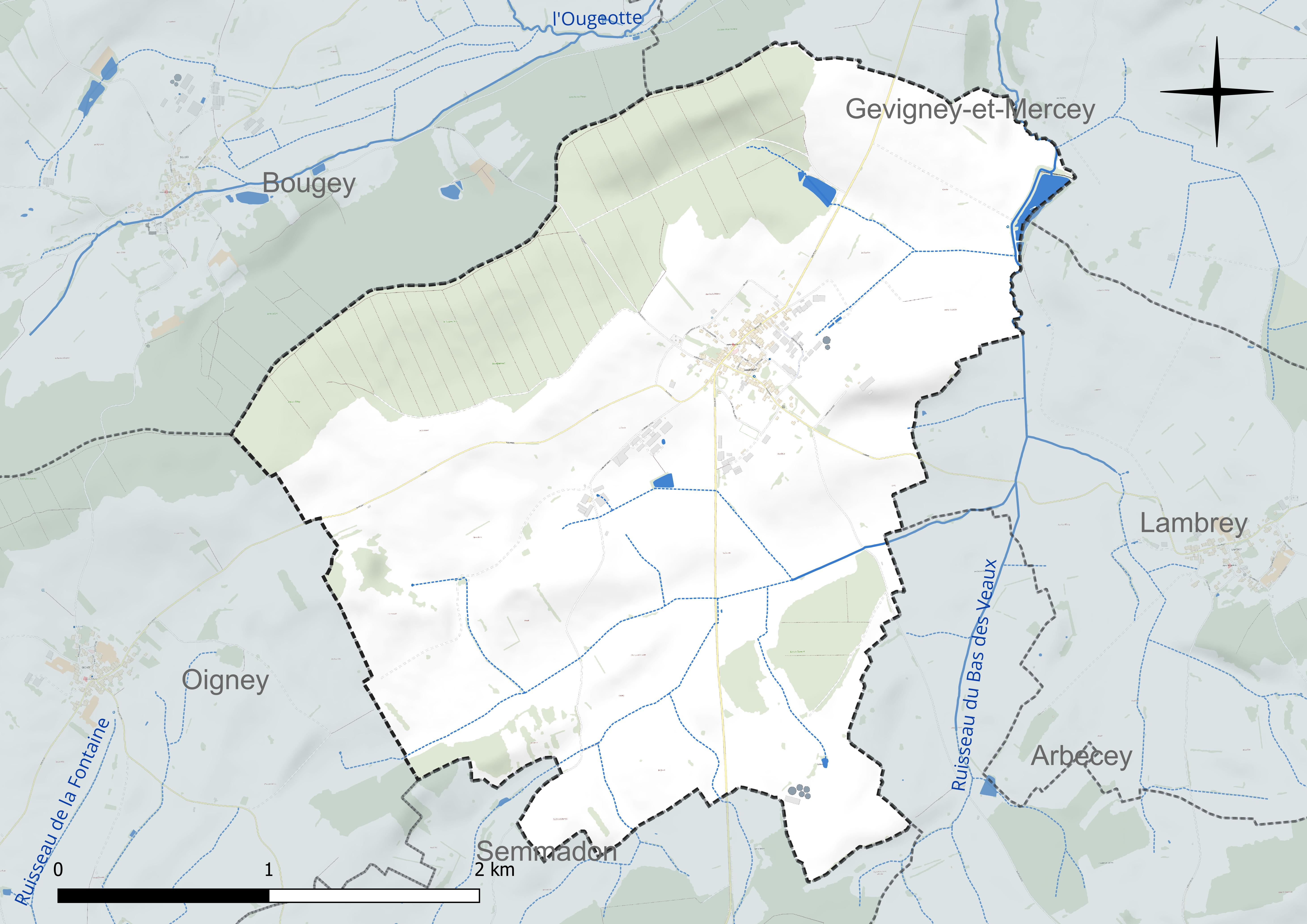
Carte hydrographique de la commune.

La commune est drainée par le ruisseau du Grilley, un affluent du  ruisseau du Bas des Vaux, qui limite au nord-est le territoire communal.

### Climat
Pour des articles plus généraux, voir Climat de la Bourgogne-Franche-Comté et Climat de la Haute-Saône.
En 2010, le climat de la commune est de type climat des marges montargnardes, selon une étude du Centre national de la recherche scientifique s'appuyant sur une série de données couvrant la période 1971-2000. En 2020, Météo-France publie une typologie des climats de la France métropolitaine dans laquelle la commune est dans une zone de transition entre le climat océanique altéré et le climat océanique altéré et est dans la région climatique Lorraine, plateau de Langres, Morvan, caractérisée par un hiver rude (1,5 °C), des vents modérés et des brouillards fréquents en automne et hiver.
Pour la période 1971-2000, la température annuelle moyenne est de 10 °C, avec une amplitude thermique annuelle de 17,2 °C. Le cumul annuel moyen de précipitations est de 959 mm, avec 12,7 jours de précipitations en janvier et 9,4 jours en juillet. Pour la période 1991-2020, la température moyenne annuelle observée sur la station météorologique de Météo-France la plus proche, « Combeaufontaine », sur la commune de Combeaufontaine à 7 km à vol d'oiseau, est de 10,7 °C et le cumul annuel moyen de précipitations est de 1 044,0 mm. 
La température maximale relevée sur cette station est de 41 °C, atteinte le 25 juillet 2019 ; la température minimale est de −26 °C, atteinte le 6 janvier 1985,,.
Les paramètres climatiques de la commune ont été estimés pour le milieu du siècle (2041-2070) selon différents scénarios d'émission de gaz à effet de serre à partir des nouvelles projections climatiques de référence DRIAS-2020. Ils sont consultables sur un site dédié publié par Météo-France en novembre 2022.

## Urbanisme

### Typologie
Au 1er janvier 2024, Augicourt est catégorisée commune rurale à habitat dispersé, selon la nouvelle grille communale de densité à sept niveaux définie par l'Insee en 2022.
Elle est située hors unité urbaine. Par ailleurs la commune fait partie de l'aire d'attraction de Vesoul, dont elle est une commune de la couronne,. Cette aire, qui regroupe 158 communes, est catégorisée dans les aires de 50 000 à moins de 200 000 habitants,.

### Occupation des sols

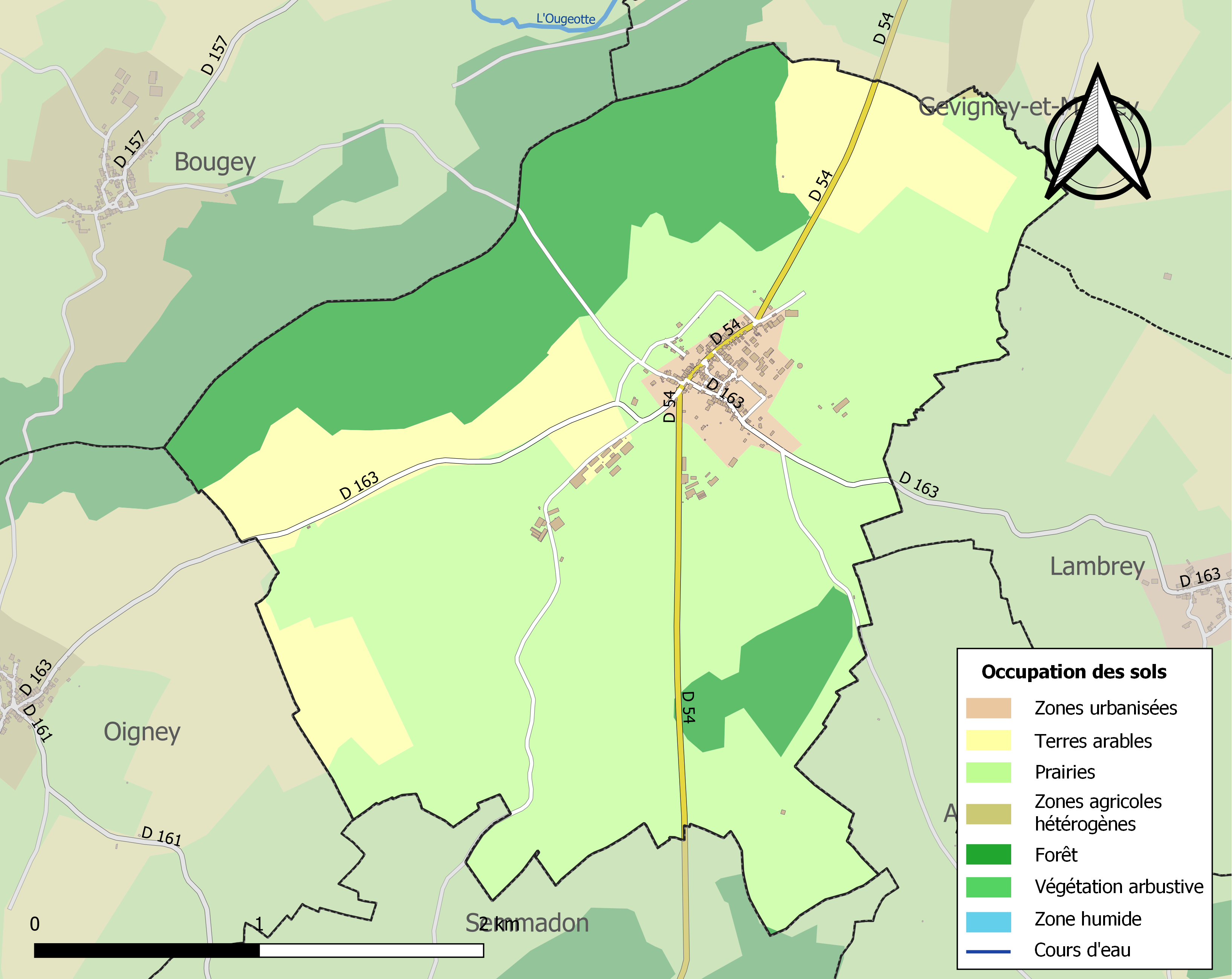
Carte des infrastructures et de l'occupation des sols de la commune en 2018 (CLC).

L'occupation des sols de la commune, telle qu'elle ressort de la base de données européenne d’occupation biophysique des sols Corine Land Cover (CLC), est marquée par l'importance des territoires agricoles (73,4 % en 2018), en diminution par rapport à 1990 (76,5 %). 
La répartition détaillée en 2018 est la suivante : prairies (58,3 %), forêts (23,5 %), terres arables (15,1 %), zones urbanisées (3,1 %). 
L'évolution de l’occupation des sols de la commune et de ses infrastructures peut être observée sur les différentes représentations cartographiques du territoire : la carte de Cassini (XVIIIe siècle), la carte d'état-major (1820-1866) et les cartes ou photos aériennes de l'IGN pour la période actuelle (1950 à aujourd'hui).

### Habitat et logement
En 2021, le nombre total de logements dans la commune était de 99, alors qu'il était de 94 en 2016 et de 96 en 2011. 
Parmi ces logements, 77,6 % étaient des résidences principales, 10,2 % des résidences secondaires et 12,2 % des logements vacants. Ces logements étaient pour 92,9 % d'entre eux des maisons individuelles et pour 6,1 % des appartements. 
Le tableau ci-dessous présente la typologie des logements à Augicourt en 2021 en comparaison avec celle de la Haute-Saône et de la France entière. Une caractéristique marquante du parc de logements est ainsi une proportion de résidences secondaires et logements occasionnels (10,2 %) supérieure à celle du département (6,2 %) et à celle de la France entière (9,7 %). 
| Typologie                                               | Augicourt | Haute-Saône | France entière |
| ------------------------------------------------------- | --------- | ----------- | -------------- |
| Résidences principales (en %)                           | 77,6      | 83,2        | 82,2           |
| Résidences secondaires et logements occasionnels (en %) | 10,2      | 6,2         | 9,7            |
| Logements vacants (en %)                                | 12,2      | 10,6        | 8,1            |

## Politique et administration

### Rattachements administratifs et électoraux

#### Rattachements administratifs
La commune fait partie de l'arrondissement de Vesoul du département de la Haute-Saône, en région Bourgogne-Franche-Comté.  
Elle faisait partie depuis 1801 du canton de Combeaufontaine. Dans le cadre du redécoupage cantonal de 2014 en France, cette circonscription administrative territoriale a disparu, et le canton n'est plus qu'une circonscription électorale.

#### Rattachements électoraux
Pour les élections départementales, la commune fait partie depuis 2014 du canton de Jussey.
Pour l'élection des députés, elle fait partie de la première circonscription de la Haute-Saône.

### Intercommunalité
La commune était membre de la petite communauté de communes des vertes vallées (Haute-Saône), intercommunalité créée en 1997 et qui regroupait environ 1 500 habitants en 2009.
L'article 35 de la loi n° 2010-1563 du 16 décembre 2010 « de réforme des collectivités territoriales » prévoyait d'achever et de rationaliser le dispositif intercommunal en France, et notamment d'intégrer la quasi-totalité des communes françaises dans des EPCI à fiscalité propre, dont la population soit normalement supérieure à 5 000 habitants.
Dans ce cadre, le Schéma départemental de coopération intercommunale a prévu la fusion cette intercommunalité avec d'autres, et l'intégration à la nouvelle structure de communes restées jusqu'alors isolées. Cette fusion, effective le 1er janvier 2013, a permis la création de la communauté de communes des Hauts du val de Saône, à laquelle la commune est désormais membre.

### Liste des maires
| Période                                  | Période                       | Identité            | Étiquette    | Qualité |
| ---------------------------------------- | ----------------------------- | ------------------- | ------------ | --- |
| Les données manquantes sont à compléter. |                               |                     |              | |
| 1793                                     | 1796                          | François Durget     |              | |
| 1796                                     | 1799                          | M. Crevoisier       |              | |
| 1799                                     | 1800                          | Georges Billerey    |              | |
| 1800                                     | 1812                          | Étienne Delaroche   |              | |
| 1812                                     | 1815                          | J.B. Baguerey       |              | |
| 1815                                     | 1819                          | J.B. Gerard         |              | |
| 1819                                     | 1830                          | J.B. Biardey        |              | |
| 1830                                     | 1832                          | M. Fidon            |              | |
| 1832                                     | 1838                          | François Durget     |              | |
| 1838                                     | 1840                          | Urbain Delaule      |              | |
| 1840                                     | 1848                          | J.B. Dormoy         |              | |
| 1848                                     | 1870                          | M. Cernesson        |              | |
| 1870                                     | 1876                          | J.B. Mariotte       |              | |
| 1876                                     | 1884                          | M. Humbert          |              | |
| 1884                                     | 1891                          | J.B. Mariotte       |              | |
| 1891                                     | 1899                          | Auguste Foissard    |              | |
| novembre 1899                            | septembre 1905                | Armand Mariotte     | bonapartiste | Journaliste, rédacteur en chef du Pilori, du Réveil de la Haute-Saône puis du Nouvelliste de la Haute-Saône Mort en fonction |
|                                          |                               |                     |              | |
| 1929                                     | 1945                          | Eugène Dormoy       |              | |
| 1945                                     | 1953                          | Auguste Menneglier  |              | |
| 1953                                     | 1959                          | Marcel Sirodot      |              | |
| 1959                                     | 1983                          | Fernand Menneglier  |              | |
| 1983                                     | mars 2008                     | André Aebischer     |              | Agriculteur |
| mars 2008                                | mai 2020                      | Blandine Aebischer, | DVD          | Agricultrice |
| mai 2020                                 | En cours (au 26 janvier 2025) | Alain Jutzi         |              | Employé civil ou agent de service de la fonction publique                                                                    |

## Population et société

### Démographie
L'évolution du nombre d'habitants est connue à travers les recensements de la population effectués dans la commune depuis 1793. Pour les communes de moins de 10 000 habitants, une enquête de recensement portant sur toute la population est réalisée tous les cinq ans, les populations de référence des années intermédiaires étant quant à elles estimées par interpolation ou extrapolation. Pour la commune, le premier recensement exhaustif entrant dans le cadre du nouveau dispositif a été réalisé en 2006.

En 2022, la commune comptait 171 habitants, en évolution de −2,84 % par rapport à 2016 (Haute-Saône : −1,4 %, France hors Mayotte : +2,11 %).
| 1793 | 1800 | 1806 | 1821 | 1831 | 1836 | 1841 | 1846 | 1851 |
| ---- | ---- | ---- | ---- | ---- | ---- | ---- | ---- | ---- |
| 543  | 566  | 568  | 526  | 515  | 551  | 542  | 525  | 524  |

| 1856 | 1861 | 1866 | 1872 | 1876 | 1881 | 1886 | 1891 | 1896 |
| ---- | ---- | ---- | ---- | ---- | ---- | ---- | ---- | ---- |
| 455  | 491  | 485  | 472  | 475  | 445  | 414  | 411  | 410  |

| 1901 | 1906 | 1911 | 1921 | 1926 | 1931 | 1936 | 1946 | 1954 |
| ---- | ---- | ---- | ---- | ---- | ---- | ---- | ---- | ---- |
| 353  | 349  | 361  | 311  | 294  | 271  | 270  | 248  | 224  |

| 1962 | 1968 | 1975 | 1982 | 1990 | 1999 | 2006 | 2011 | 2016 |
| ---- | ---- | ---- | ---- | ---- | ---- | ---- | ---- | ---- |
| 227  | 203  | 182  | 168  | 149  | 142  | 175  | 162  | 176  |

| 2021 | 2022 | - | - | - | - | - | - | - |
| ---- | ---- | - | - | - | - | - | - | - |
| 173  | 171  | - | - | - | - | - | - | - |

### Manifestations culturelles et festivités
- Marché de Noël, organisé par l’Association animation augicourtoise[27].

## Culture locale et patrimoine

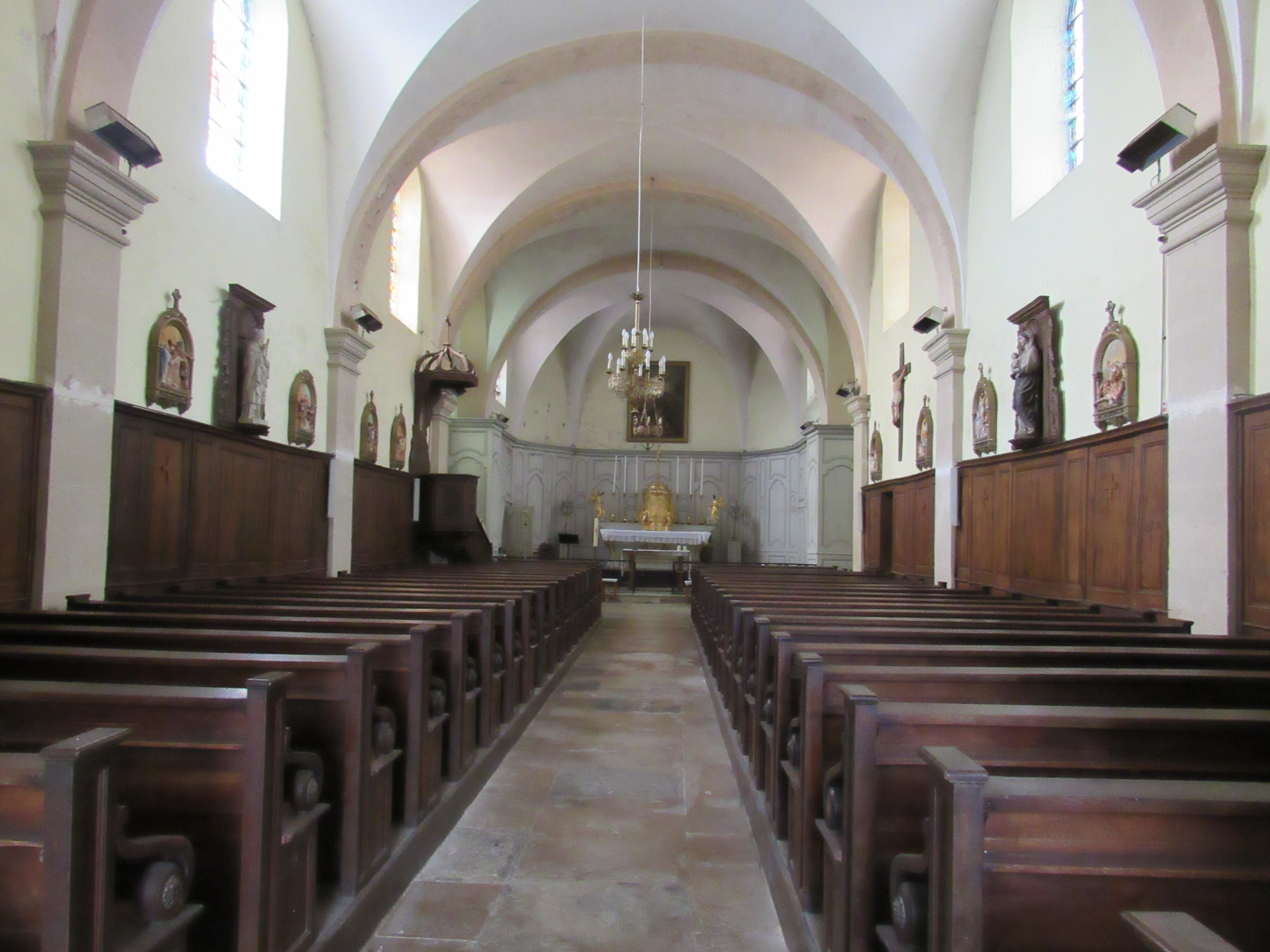
L'intérieur de l'église Saint-Martin.

### Lieux et monuments
- L'église Saint-Martin, du XVIIIe siècle

### Personnalités liées à la commune
- David Belliard (1978), conseiller de Paris, a grandi a Augicourt[28]

### Héraldique
| Blason de Augicourt | Blason  | De gueules à une croix ancrée d'or.                                               |
| Blason de Augicourt | Détails | Armes de la famille d'Augicourt. Le statut officiel du blason reste à déterminer. |

## Pour approfondir